# Sjudew
Sjudew (russisch Зю́дев, wiss. Transliteration Zjudev) ist eine Insel im Kaspischen Meer. Sie befindet sich vor dem Wolgadelta.
Die Insel Sjudew hat eine längliche Form und erstreckt sich in nord-südlicher Richtung entlang einer Halbinsel, von der sie durch eine Bucht von etwa 3 Kilometern Breite getrennt ist. Die Insel ist 23 Kilometer lang, und an der breitesten Stelle 5,5 Kilometer breit.
Die Ufer der Insel sind niedrig und vollständig schilfbewachsen. 
Die Insel gehört zur Oblast Astrachan.